# Cinzia Leone (disegnatrice)
Cinzia Leone (Roma, 14 marzo 1954) è una disegnatrice, scrittrice e giornalista italiana.
Inizia la sua attività di disegnatrice pubblicando la sua prima storia a fumetti su alter alter nel 1978 e quindi partecipando al gruppo fondatore del settimanale satirico Il Male.
Inizia così una carriera professionale nella quale esprime il suo eclettismo: diventa Art director del mensile La nuova ecologia (dove acquisisce anche il tesserino da giornalista),  del Sole 24 ore e del Riformista; tiene rubriche su periodici come Io Donna, Amica, il Riformista e New Politics; insegna all'IED (Istituto Europeo di Design) "Tecniche di racconto, dal fumetto allo storyboard pubblicitario"; è direttore della collana di diari Diario Minimo della casa editrice Memori.
Inoltre è illustratrice e lavora per la televisione, per la quale ha realizzato sigle e cartoni animati.

## Pubblicazioni
Finora ha pubblicato cinque libri di storie a fumetti: 
- Il Diamante dell'Haganah  Rizzoli,
- Atelier David (Espresso e Editori del Grifo),
- Hotel Habanera (coautori Paolo Conte e Vincenzo Mollica) (Editori del Grifo),
- Quel fantastico treno, insieme a Hugo Pratt, Guido Crepax, José Muñoz e Lorenzo Mattotti (Ferrovie dello Stato-Adn Kronos),
- Come conquistare le donne, bestiario femminile illustrato, 500 consigli utili per sedurre 46 tipi di donna, senza fretta, una alla volta Comix;

### Romanzi
- 2009 - Liberabile, storia di un uomo qualunque, Bompiani
- 2013 - Cellophane, Bompiani
- 2019 - Ti rubo la vita, Mondadori.
- 2023 - Vieni tu giorno nella notte, Mondadori.

## Mostre
Ha esposto le sue opere in mostre personali e collettive in Italia, Francia, Spagna, Svizzera e Germania, in particolare disegni su carta, acrilici su tela e acquarelli.

## Premi
Le è stato assegnato nel
- 1998 il premio Yellow Kid immagine come migliore autore
- 2019 Premio Rapallo Carige per la donna scrittrice per il romanzo Ti rubo la vita[1].
- 2021 Premio Zingarelli per il romanzo Ti rubo la vita[2]

## Il disegno
Il disegno di Cinzia Leone ha due principali chiavi espressive: la satira e la sensualità, incarnate nelle storie e nello stile dei suoi personaggi più noti, la Tassista e Gilda. Predilige i lavori in bianco e nero, con un tratto morbido e profondo molto personale, mentre per le tavole a colori usa soprattutto gli acquerelli.